# テクノマジック歌謡曲
『テクノマジック歌謡曲』（テクノマジックかようきょく）は、2005年2月23日にソニー・ミュージックダイレクトから発売されたコンピレーション・アルバム。

## 背景
1980年代に発表されたテクノポップを中心に収録されたコンピレーション・アルバムで、イエロー・マジック・オーケストラ（YMO）の3人（細野晴臣・坂本龍一・高橋幸宏）が関わった楽曲を収録した『イエローマジック歌謡曲』と同時発売された。

## 収録曲

### DISC.1
1. 宇宙人ワナワナ/アパッチ
作詞：ちあき哲也　作曲・編曲：矢野誠
2. ROBOT/榊原郁恵
作詞：松本隆　作曲：筒美京平　編曲：船山基紀
3. チャイナ・ガール/HERO
作詞・作曲：アフリック・サイモン,HERO,スタン・リーガル
編曲：HERO
4. ミスター・シンセサイザー/水木一郎
作詞・作曲：田中正史
5. デジタラブ/フィーバー
作詞：糸井重里　作曲：鈴木慶一　編曲：難波弘之
6. あららこらら/バラクーダー
作詞：高田ひろお　作曲：羽田光徳　編曲：川上了
7. 想像力少女/比企理恵
作詞・作曲：森雪之丞　編曲：若草恵
8. AMENIC-逆回転のシネマ/ピンク・レディー
作詞：糸井重里　作曲：梅林茂　編曲：EX
9. SOSペンペンコンピューター/PEGMO
作詞・編曲：PEGMO　作曲：長沢ヒロ
10. ハートがピッピッ/真鍋ちえみ
作詞：安井かずみ　作曲：加藤和彦　編曲：清水信之
11. 哀愁のオリエント急行/つちやかおり
作詞：湯川れい子　作曲：筒美京平　編曲：船山基紀
12. スペース小町/ジャンケンポー
作詞：源五郎・末森英機　作曲：タケカワユキヒデ
編曲：ミッキー吉野
13. Eccentric Person, Come Back To Me/大野方栄
作詞：オスカー・ハマーシュタインJr.　日本語詞：大野方栄
作曲：シグムント・ロンバーグ　編曲：佐藤博
14. くちびるヌード/高見知佳
作詞・作曲：EPO　編曲：清水信之
15. HOSHIMARU音頭/TPO
作詞：阿久悠　作曲・編曲：安西史孝
16. 夏へ抜ける道/太田裕美
作詞・作曲：太田裕美　編曲：大村雅朗
17. チラチラ傘しょって/太田裕美
作詞：山元みき子　作曲・編曲：板倉文
18. Time out/後藤次利
作詞：山本振市　作曲・編曲：後藤次利
19. ニュアンスしましょ/香坂みゆき
作詞：大貫妙子　作曲：EPO　編曲：清水信之

### DISC.2
1. 東京ブギウギ/竹中直人
作詞：鈴木勝　作曲：服部良一　編曲：佐藤博
2. スクスク/竹中直人
作詞：渡舟人　作曲：ロファス　編曲：鈴木慶一
3. 何んかちょうだい/伊武雅刀
作詞：秋元康　作曲・編曲：戸田誠司
4. Wa・ショイ!/堀ちえみ
作詞：鈴木博文　作曲・編曲：白井良明
5. 嗚呼!武道館/爆風スランプ
作詞：サンプラザ中野・パッパラー河合　作曲・編曲：バナナ
6. 花のように/杉浦幸
作詞・作曲：矢野顕子　編曲：若草恵
7. えんぴつが一本/三田寛子
作詞・作曲：浜口庫之助　編曲：板倉文
8. 途中にしてね/チロリン
作詞：小林ユカ　作曲・編曲：岡田徹
9. はいからさんが通る/南野陽子
作詞：小倉めぐみ　作曲：国安わたる　編曲：萩田光雄
10. 太陽になりたい/原田知世
作詞：谷穂ちろる　作曲・編曲：後藤次利
11. 靴をはいたサマー/渡辺美奈代
作詞：鈴木博文　作曲・編曲：鈴木智文
12. 傘を持ってでかけよう/谷村有美
作詞：戸沢暢美　作曲・編曲：西脇辰弥
13. 星空のパスポート/芳賀ゆい
作詞：奥田民生　作曲：生福　編曲：小西康陽
14. ラメントNO.5/中山忍
作詞・作曲・編曲：小西康陽
15. コンビニ天国/宍戸留美
作詞：石嶋由美子　作曲・編曲：福田裕彦
16. 地球の危機/宍戸留美
作詞：石嶋由美子 作曲・編曲：福田裕彦
17. 彼は外人/はにわちゃん
作詞：小川美潮　作曲：仙波清彦
18. ウェイトレス/はにわちゃん
作詞：小川美潮　作曲：仙波清彦